# Exploració de Venus
Per a l'observació històrica de Venus des de la Terra prèvia a l'exploració espacial, vegeu Observació de Venus.
El planeta Venus va ser el primer cos del sistema solar després de la Lluna que fou visitat per una sonda espacial. L'exploració espacial de Venus inclogué nombroses sondes estatunidenques i soviètiques durant els anys 60 i 70 del segle xx. La quantitat de sondes d'exploració enviades al planeta es va reduir en les dècades de 1980 i 1990 i actualment és l'objectiu principal de missions científiques europees i japoneses. L'òrbita de Venus és un 28% més propera al Sol que la de la Terra. Per aquest motiu, les naus que viatgen cap a Venus han de recórrer més de 41 milions de quilòmetres endinsant-se en el pou gravitatori del Sol, i perden en el procés part de la seva energia potencial, que es transforma llavors en energia cinètica, la qual cosa es tradueix en un augment de la velocitat de la nau. Fent un símil, és semblant a la caiguda lliure d'un avió, que ha d'aterrar just quan la velocitat és més gran, la qual cosa fa que aquest tipus de trajectòries s'hagi d'afinar amb molta precisió. D'altra banda, l'atmosfera de Venus no convida a les maniobres d'aerofrenada atmosfèrica del mateix tipus que altres naus han efectuat sobre Mart, ja que per a això cal una informació extremadament precisa de la densitat atmosfèrica en les capes superiors i, sent Venus un planeta d'atmosfera massiva, les capes exteriors són molt més variables i complicades que les de Mart.

## Observació amb naus espacials
Hi ha hagut nombroses missions no tripulades a Venus. Deu sondes soviètiques Venera van aconseguir un aterratge suau a la superfície, amb fins a 110 minuts de comunicació des de la superfície, totes sense retorn. Les finestres de llançament es produeixen cada 19 mesos.

### Missions en la dècada de 1960

#### Primeres temptatives fallides
Després del fracàs de la sonda Sputnik 7 llançada cap a Venus el 4 de febrer de 1961 i que no va poder sortir de l'òrbita terrestre, el 12 de febrer de 1961, la sonda espacial soviètica Venera 1 (anomenada també inicialment Sputnik 8) es converteix en la primera sonda reeixidament llançada cap a un altre planeta. Un sensor d'orientació sobreescalfat provocà l'avaria de la nau; la Venera 1, però, fou la primera a combinar totes les característiques necessàries d'una nau espacial interplanetària: panells solars, antena parabòlica per a telemetria, estabilitzadors en tres eixos, motor de correcció de rumb i el primer llançament des d'una òrbita d'aparcament. Als 7 dies del llançament, estant a dos milions de quilòmetres, les transmissions es van interrompre; es calcula que va passar a 100.000 quilòmetres de Venus entre el 19 i el 20 de maig de 1961.
El 22 de juliol de 1962 la NASA llança la primera missió del programa espacial nord-americà amb destinació a Venus, la sonda Mariner 1, a bord d'un coet Atlas/Agena B; fou destruïda, però, durant l'enlairament a causa de fallades mecàniques. Igualment fallida va resultar la sonda Sputnik 19, similar a Venera 1, i llançada per l'URSS el 25 d'agost de 1962.

#### Primers vols

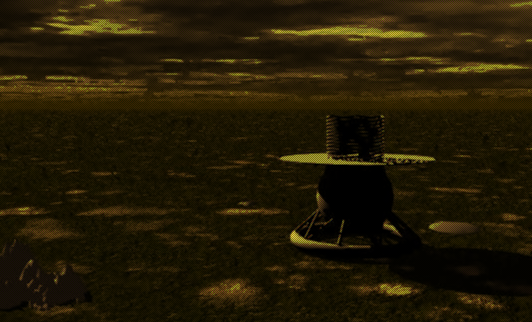
Recreació artística de la sonda soviètica Venera 9 sobre la superfície del planeta

El primer èxit en l'exploració venusiana no es faria esperar molt més, i així la Mariner 2, que va sobrevolar Venus al desembre de 1962 a una distància de 34.773 km, es va convertir en la primera sonda a transmetre des de les proximitats del planeta. Era una sonda petita de tipus Ranger modificada, que va establir que Venus no tenia camp magnètic i que va mesurar les emissions tèrmiques de microones del planeta.
Els següents intents per part de la Unió Soviètica foren tots fracassos: la sonda Sputnik 20 (llançada l'1 de setembre de 1962), Sputnik 21 (12 de setembre de 1962), Cosmos 21 (11 de novembre de 1963), Venera1964A (19 de febrer de 1964) i Cosmos 27 (27 de març de 1964), totes de 890 kg de pes i llançades per coets A-2i (Molnya), no van aconseguir sortir de l'òrbita terrestre i foren destruïdes. La també soviètica Zond 1, la primera a incloure un mòdul destinat a entrar en l'atmosfera de Venus i aterrar, llançada el 2 d'abril de 1964, correria millor sort: inicià el viatge amb normalitat, però s'avarià en algun moment després de l'última transmissió de telemetria del 16 de maig; passà a 100.000 km de Venus el 14 de juliol del mateix any, igual que Venera 2, que arribà al planeta el 27 de febrer de 1966, passant a una distància de Venus de 24.000 km sense aconseguir cap de les dues enviar-ne dades. Poc després del llançament de la Venera 2 en les últimes setmanes de novembre de 1965, es van llançar també amb la mateixa destinació les sondes Cosmos 96 i Venera 1965A, que suposaran un fracàs major, en no poder abandonar l'òrbita terrestre.

#### Primers aterratges
L'1 de març de 1966, la sonda soviètica Venera 3 s'estavellà sobre Venus, i esdevingué la primera nau espacial que arribà a la superfície d'un altre planeta. La càpsula de descens de Venera 4 va entrar en l'atmosfera de Venus el 18 d'octubre de 1967. Fracassà en el seu objectiu, tanmateix, la seva bessona, la Cosmos 167. La Venera 4 fou la primera sonda a transmetre dades mesurades directament a un altre planeta. La càpsula mesurà temperatures, pressions, densitats, i realitzà onze experiments químics per analitzar l'atmosfera. Les seves dades mostraven un 95% de diòxid de carboni (CO₂), i en combinació amb les dades d'ocultació per ràdio de la sonda Mariner 5, van mostrar que la pressió de la superfície era molt superior del previst (entre 75 i 100 atmosferes).
Aquests resultats van ser verificats i perfeccionats per les missions Venera 5 i Venera 6 els dies 16 i 17 de maig de 1969, tot i que cap d'aquestes missions no va aconseguir arribar a la superfície mentre encara transmetien. La bateria de Venera 4 s'exhaurí mentre la sonda encara flotava lentament a través de l'atmosfera massiva, i Venera 5 i 6 van ser aixafades per l'alta pressió a 18 km sobre la superfície.

#### Projectes de viatges tripulats

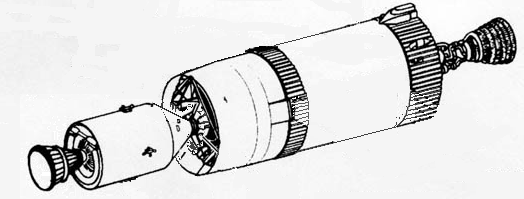
Representació de lApollo-Venus

És durant la dècada de 1960 quan tant per part nord-americana com soviètica es concep el projecte d'enviar missions tripulades que circumnaveguen orbitalment Venus i tornin a la Terra. Les propostes per part de la NASA es basaven en la tecnologia desenvolupada en el Programa Apol·lo i el coet Saturn V, amb lleus modificacions. Igual que les propostes soviètiques, la més important de les quals fou la nau interplanetària TMK-MAVR (MArs-Venera), basada en el coet N-1, cap d'aquests projectes va arribar a més, tot i que en tots dos casos estaven previstes les missions per als primers anys de la dècada de 1970.

### Missions en la dècada de 1970
El primer aterratge amb èxit a Venus el realitzà la sonda Venera 7 el 15 de desembre de 1970. Aquesta sonda revelà unes temperatures en la superfície d'entre 457 i 474 graus centígrads. Després del fracàs de la Cosmos 359, arribà l'èxit de Venera 8, que va aterrar el 22 de juliol de 1972. A més de donar dades sobre pressió i temperatures, el seu fotòmetre mostrà que els núvols de Venus formaven una capa compacta que acabava a 35 quilòmetres sobre la superfície. Amb un espectròmetre de raigs gamma analitzà la composició química de l'escorça. Una segona sonda bessona, la Cosmos 482, no obstant això, fracassà durant el seu llançament.
Al febrer de 1974 la sonda Mariner 10 va sobrevolar Venus en el seu camí de trobada amb Mercuri, i fotografià l'atmosfera venusiana en ultraviolat, a més de realitzar amb èxit altres estudis atmosfèrics.

#### Primers orbitadors
La sonda soviètica Venera 9 entrà en l'òrbita de Venus el 22 d'octubre de 1975, i esdevingué el primer satèl·lit artificial de Venus. Una bateria de càmeres i espectròmetres van retornar informació sobre la capa de núvols, la ionosfera i la magnetosfera, així com mesuraments de radar de la superfície. El vehicle de descens de 660 quilograms de Venera 9 es va separar de la nau principal i aterrà; obtingué les primeres imatges de la superfície i analitzà l'escorça amb un espectròmetre de raigs gamma i un densímetre. Durant el descens feu mesuraments de pressió, temperatura i fotomètrics, així com de la densitat dels núvols. Es va descobrir que els núvols de Venus formaven tres capes diferents. El 25 d'octubre, Venera 10 va realitzar una sèrie similar d'experiments.

#### La missióPioneer Venus

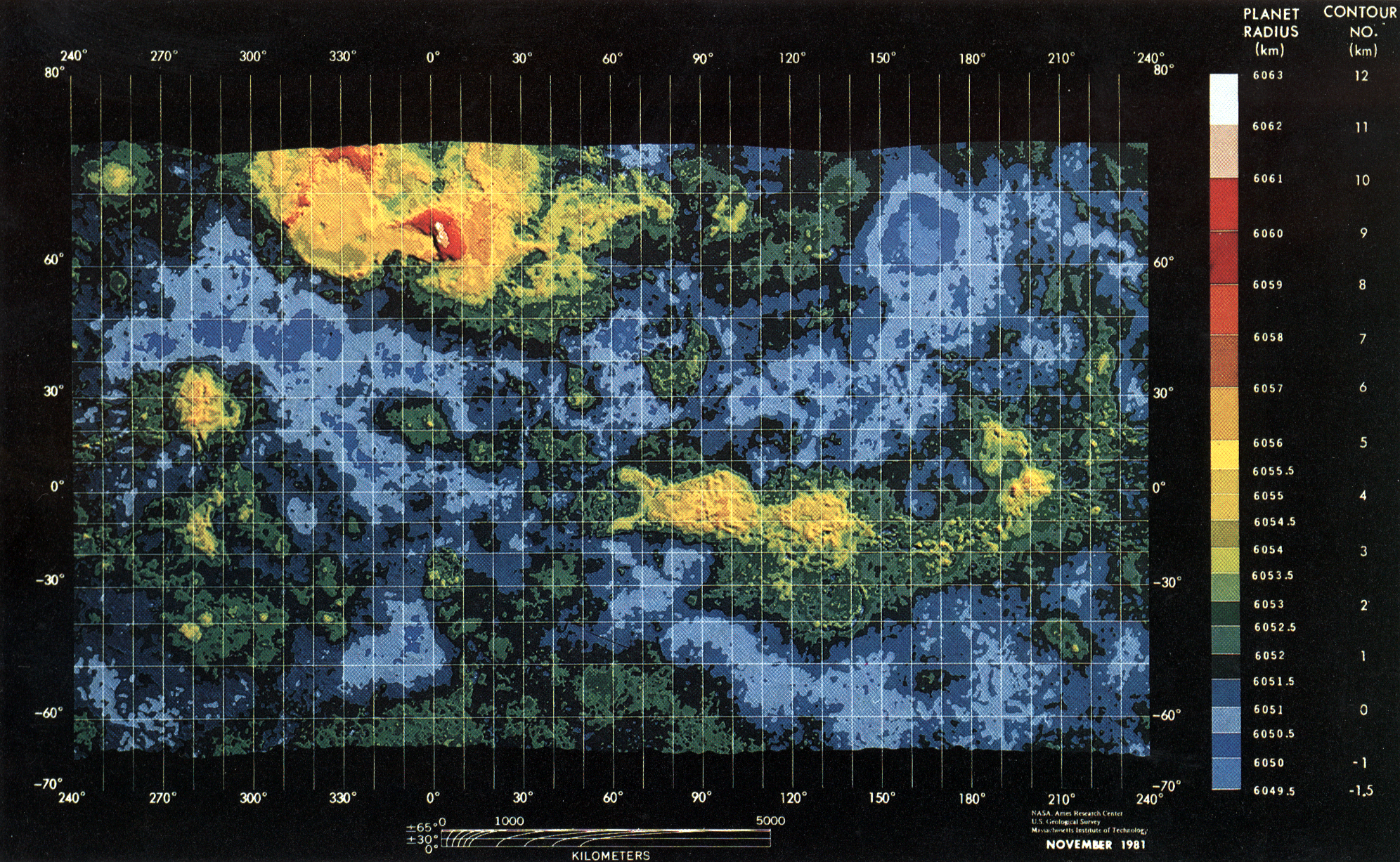
Mapa obtingut per la Pioneer Venus

En 1978, la NASA envia la sonda espacial Pioneer Venus. La missió consistia en dos components llançats per separat: un orbitador i una multisonda. La multisonda Pioneer Venus contenia una sonda atmosfèrica major i altres tres més petites. La sonda major va ser desplegada el 16 de novembre de 1978, i les tres petites el 20 de novembre. Les quatre sondes van entrar en l'atmosfera de Venus el 9 de desembre, seguides pel vehicle que les portava. Tot i que no s'esperava que cap de les sondes sobrevisqués al descens, una en va continuar operant fins a 45 minuts després d'arribar a la superfície.
El vehicle orbitador de la Pioneer Venus va ser inserit en una òrbita el·líptica al voltant de Venus el 4 de desembre de 1978. Transportava 17 experiments i va funcionar fins al 1991-1992.

#### Els següents èxits soviètics
També el 1978, les Venera 11 i Venera 12 van volar fins a Venus, i deixaren caure els seus vehicles de descens el 21 de desembre i el 25 de desembre respectivament. Les sondes de descens estaven proveïdes de càmeres de color, trepants i analitzadors que, per desgràcia, van fallar. Cadascú feu mesuraments amb espectròmetres i cromatògrafs, i analitzadors químics per fosforescència de raigs X que, inesperadament, van descobrir una proporció alta de clorurs en els núvols, a més de sulfurs. També es detectà certa activitat elèctrica en forma d'espetecs de ràdio associats a l'activitat de llamps.

### Missions en la dècada de 1980
Les Venera 13 i 14 eren en essència similars, i van arribar a Venus l'1 de març i el 5 de març de 1982. En aquesta ocasió, les càmeres de color i les anàlisis de perforació de la superfície van ser un èxit. Les dades sobre fluorescència per raigs X van mostrar resultats similars a roques basàltiques riques en potassi.
El 10 d'octubre de 1983, les Venera 15 i 16 van entrar en òrbita polar sobre Venus. Venera 15 va analitzar i feu un mapa de l'atmosfera superior amb un espectròmetre d'infrarojos. De l'11 de novembre al 10 de juliol, tots dos satèl·lits van fer un mapa del terç nord del planeta amb radar d'obertura sintètica. Aquests resultats van proporcionar el primer coneixement detallat de la geologia de la superfície de Venus, incloent-hi el descobriment dels inusualment massius volcans ocults com Coronae i Arachnoids. Venus no té evidències de plaques tectòniques, tret que tot el terç nord del planeta formi part d'una sola placa.

#### La missió Vega
Les sondes soviètiques Vega 1 i Vega 2 van arribar a Venus l'11 de juny i el 15 de juny de 1985. Els seus vehicles d'aterratge transportaven experiments sobre la composició dels aerosols dels núvols i la seva estructura. Cadascuna carregava un espectròmetre d'absorció d'ultraviolats, analitzadors de partícules d'aerosol i dispositius per recol·lectar material i analitzar-lo amb espectròmetres de massa, cromatògrafs de gasos i espectròmetres de fluorescència per raigs X. Les dues capes superiors de núvols van resultar estar compostes de gotes d'àcid sulfúric, tot i que la capa inferior és composta probablement per una solució d'àcid fosfòric. L'escorça de Venus fou analitzada amb un experiment per trepants i espectròmetres de raigs gamma. Com que els vehicles d'aterratge no transportaven càmeres, aquestes missions no van proporcionar imatges de la superfície.
Les missions Vega també van desplegar globus aerostàtics que van surar a uns 53 quilòmetres d'altitud durant 46 i 60 hores respectivament, viatjant al voltant d'un terç del perímetre del planeta. Aquests globus van mesurar velocitats del vent, temperatures, pressions i densitat dels núvols. Es descobrí un major nivell de turbulències i convecció del que es preveia, incloent-hi ocasionals sots amb caigudes d'un a tres quilòmetres de les sondes. Les naus Vega van continuar el viatge per trobar-se nou mesos més tard amb el cometa Halley, missió per a la qual transportaven 14 instruments i càmeres addicionals.

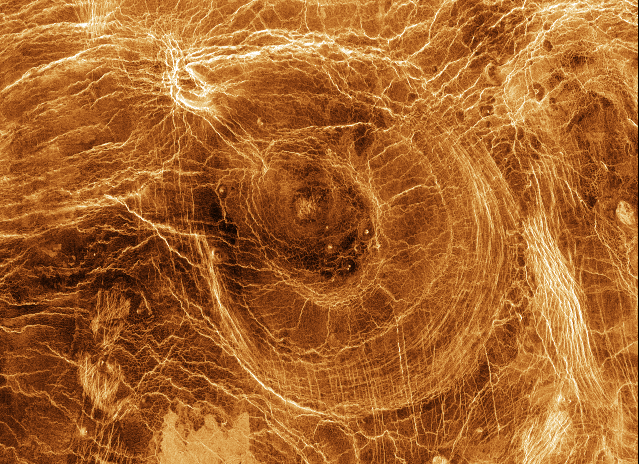
Imatge de la superfície de Venus obtinguda per radar el 28 de gener de 1998 per la sonda Magallanes

#### La missió Magallanes
Llançada el 4 de maig de 1989 a bord del transbordador espacial Atlantis, la sonda estatunidenca Magallanes (també anomenada Magellan, en anglès) fou posada en òrbita terrestre fins al moment en què el motor de la seva etapa superior inercial li donés l'embranzida necessària per situar-la en una trajectòria de transferència a Venus.

### Missions en la dècada de 1990

#### Desenvolupament de la missió Magallanes i fi de la Pioneer Venus
El 10 d'agost de 1990 Magallanes arribà a Venus, i començà a prendre imatges amb radar. Cada dia completava 7,3 òrbites d'imatges de Venus. Cada òrbita tenia una franja de cobertura de 20 a 25 quilòmetres d'ample i uns 70.000 km de llarg. La cobertura de tot el planeta va requerir 1.800 franges d'imatges, les quals es combinaren en un mosaic per produir una imatge coherent.
Les primeres imatges de Venus es reberen el 16 d'agost de 1990 i les operacions de mapatge rutinari van començar el 15 de setembre de 1990. El primer cicle de mapatge (cicle 1) durà 243 dies terrestres –el temps que li cal a Venus per girar sobre el seu eix sota el plànol orbital de la nau. El cicle 1 acabà reeixidament el 15 de maig de 1991 dedicat al mapatge del 84% de la superfície venusiana. Durant aquesta etapa feu mesuraments conjunts amb la sonda Pioneer Venus, que encara estava operativa, fins que aquesta última exhaurí el combustible de maniobra, moment en el qual va perdre l'orientació. En agost del 1992, Pioneer Venus va entrar en l'atmosfera de Venus i fou destruïda.
Immediatament a la primera etapa de mapatge li va seguir el cicle 2 que durà fins al 15 de gener de 1992. En aquest segon cicle, el mapatge de la superfície es feu amb una inclinació d'observació dreta per compensar la inclinació esquerra utilitzada durant el cicle 1. Aquestes tècniques d'observació amb radar van permetre als científics determinar les altures de certs patrons geogràfics.
El cicle 3 acabaria el 14 de setembre de 1992, però s'hagué d'avançar un dia a causa de problemes amb l'equip de bord. En total es va aconseguir una cobertura amb radar del 98% de la superfície de Venus amb el 22% de les imatges en estèreo.
Les imatges proveïdes per la sonda Magallanes són les més nítides que es disposa de Venus i en una quantitat major a la de totes les naus anteriors.
El cicle 5 es dedicà a la replega de dades de gravetat i acabà el 24 de maig de 1993. El cicle 5 i 6 es dedicaren a la recol·lecció de dades de gravetat amb major precisió; per a això, la sonda Magallanes se situà a una òrbita circular més baixa. L'òrbita més baixa i segura a Venus se situa a uns 200 km sobre la superfície. El procediment es feu amb aerofrenada, una tècnica per la qual la nau va disminuir la velocitat per ser atreta per la gravetat del planeta i d'aquesta manera ser frenada lentament per la fricció amb l'atmosfera, disminuint l'apoàpside. Aquesta maniobra es va dur a terme des del final del cicle 4 fins a principis de agost del 1993.
El 12 d'octubre de 1994, quan es programà que la nau es capbussés en l'atmosfera de Venus per estudiar-ne la dinàmica, els controladors de Terra van perdre el contacte. L'endemà Magallanes s'havia cremat en l'atmosfera de Venus completant una missió reeixida, tot i que se suposa que algunes parts n'arribarien a la superfície del planeta.

#### Vols de les sondesGalileuiCassini

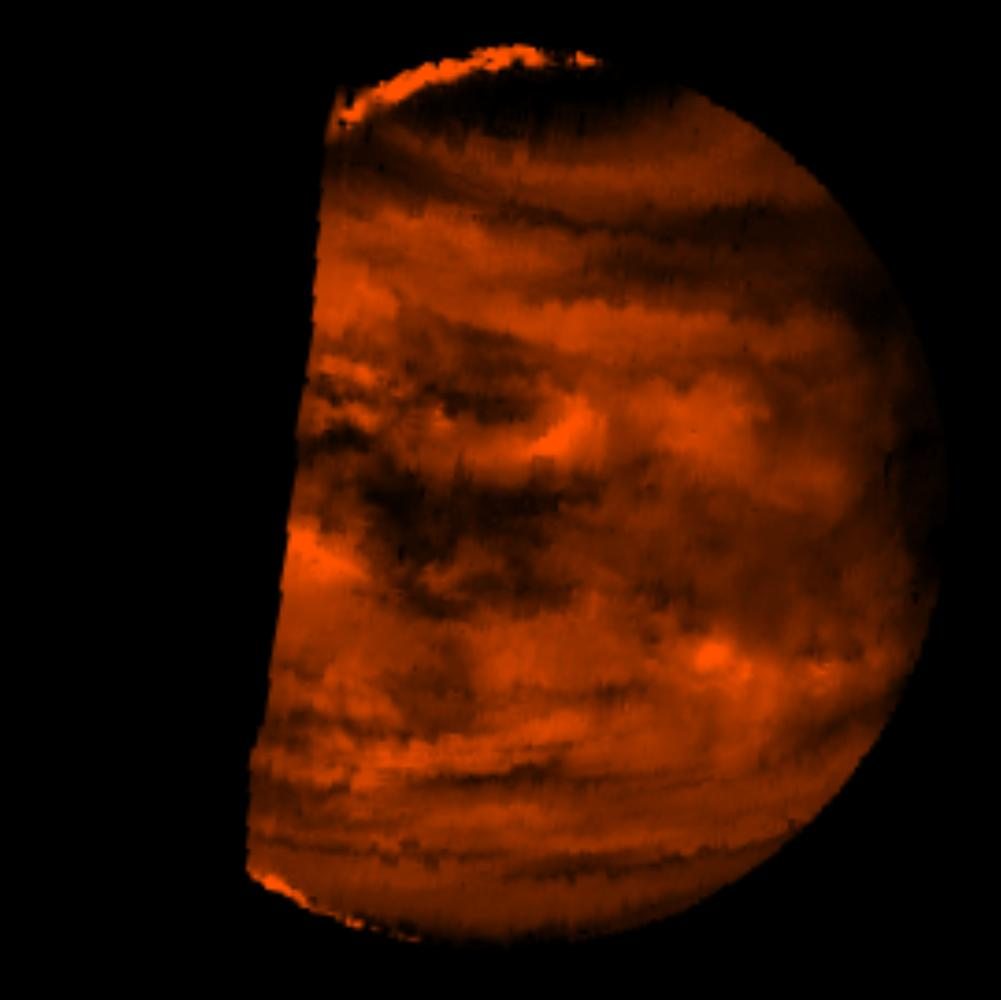
Imatge de Venus en infrarojos presa per la sonda Galileu

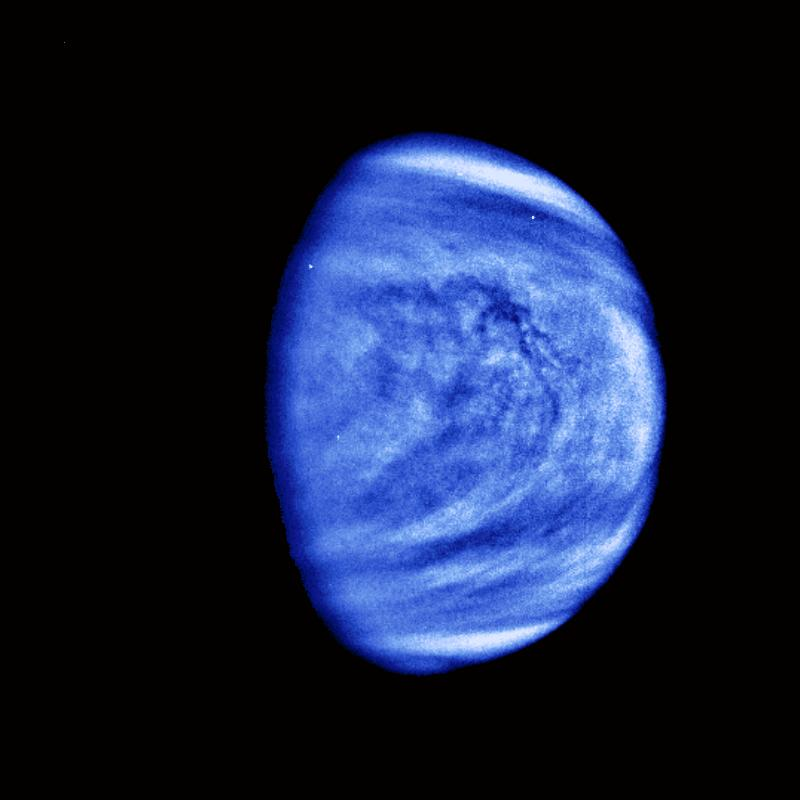
Imatge de Venus ultraviolada presa per la sonda Galileu

Algunes sondes espacials en ruta cap a altres destinacions han usat el mètode de vol sobre Venus per incrementar la seva velocitat mitjançant l'impuls gravitacional. Això inclou la missió Galileu a Júpiter, que sobrevolà Venus el 10 de febrer de 1990 a una distància de 16.000 km, i la sonda Cassini a Saturn amb dos vols, a l'abril de 1998, a 234 km i al juny de 1999, a 600 km. Encara més curiós: durant l'examen de l'emissió de radiofreqüències de Venus amb els seus instruments d'ones de ràdio i plasma en els dos vols de Cassini de 1998 i 1999, es va veure que no existien ones en la gamma de freqüències de 0,125 a 16 MHz, bandes que generalment s'associen als llampecs. Això entrava en contradicció directa amb les observacions de les sondes Venera de vint anys abans.
S'ha postulat que potser si Venus no té llampecs, podria tenir algun tipus d'activitat elèctrica de baixa freqüència, a causa del fet que els senyals de ràdio no poden penetrar la ionosfera en freqüències per sota d'1 megahertz. Un examen del físic Donald Gurnett de la Universitat de Iowa de les emissions de radi preses per la sonda Galileu durant la seva maniobra d'assistència gravitacional el 1990 revelà el que en aquest moment fou una indicació de llampecs. No obstant això, la sonda Galileu passà a una distància 60 vegades major de Venus del que ho va fer la sonda Cassini, per la qual cosa les seves observacions són substancialment menys significatives. Fins a l'any 2007, gràcies a les observacions de la sonda Venus Express, va seguir sent un misteri si Venus tenia o no activitat elèctrica en forma de llampecs o raigs en l'atmosfera.

### Missions i vols des del 2000 al 2024

#### La missió Venus Express
L'Agència Espacial Europea va dur a terme la seva primera missió al planeta, anomenada Venus Express, que va estudiar l'atmosfera i les característiques de la superfície de Venus des de l'òrbita. La sonda fou llançada el 9 de novembre de 2005 i començà a enviar imatges del planeta l'11 d'abril de 2006. Un dels objectius d'aquesta missió fou realitzar una cartografia completa de les temperatures en la superfície del planeta.
Els primers resultats es publicaren en la revista Nature el 29 de novembre de 2007. Incloïen dades sobre el passat de l'atmosfera de Venus (més rica en aigua), el descobriment d'un vòrtex dipolar a la regió polar sud i la presència de llampecs elèctrics en els núvols d'àcid sulfúric del planeta, la relació dels quals amb el fenomen de les llums Ashen es troba per determinar.
Altres resultats posteriors inclouen la troballa en maig del 2008 per part dels instruments VIRTIS de la sonda del grup hidroxil (OH) en l'atmosfera de Venus.
Tot i que inicialment estava previst que la missió europea durés uns 500 dies terrestres, finalment al febrer de 2007 es decidí estendre la durada de la missió fins a inicis de l'any 2009; el 4 de febrer de 2009, però, l'ESA estengué el període d'operacions fins al 31 de desembre de 2009 i el 7 d'octubre de 2009 decidí perllongar la missió fins al 31 de desembre de 2012, data que posteriorment fou ajornada fins a desembre del 2014, quan es considerà la missió oficialment conclosa.

#### Vols de la sondaMessenger

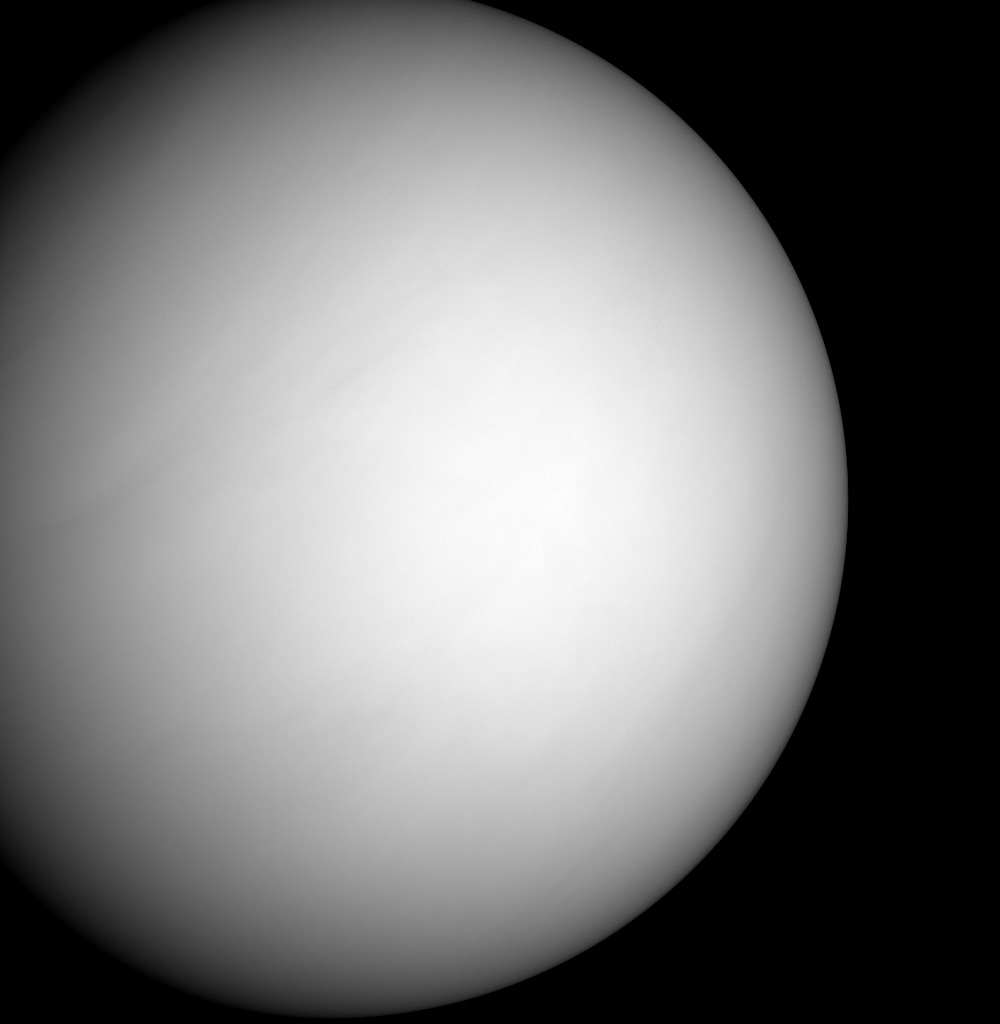
Imatge de Venus presa per la sonda Messenger

Per la seva banda, una missió nord-americana llançada a l'agost del 2004 amb destinació a Mercuri, la sonda Messenger, va sobrevolar Venus en dues ocasions, el 24 d'octubre de 2006, passant a 2.992 km de la superfície del planeta i el 5 de juny de 2007, a una altitud mínima de 338 km, vols durant els quals es feren mesuraments i fotografies. En el segon d'aquests vols, l'ESA i la NASA van programar i coordinar observacions conjuntes entre Venus Express i Messenger sobre l'atmosfera de Venus.

#### La missió japonesa
L'Agència Japonesa d'Exploració Espacial (JAXA) va iniciar una missió a Venus, anomenada inicialment PLANET-C (o Venus Climate Orbiter) i actualment coneguda com a Akatsuki, llançada el 20 de maig de 2010.
La sonda, que estava previst que se situés en una òrbita d'entre 300 i 80.000 km d'altura, pretenia complementar les dades obtingudes per la Venus Express i realitzar un mapatge de la superfície emprant una càmera infraroja, a més d'efectuar experiments per determinar el possible vulcanisme actual a la superfície de la planeta, així com la presència i freqüència de llamps i altres fenòmens elèctrics a l'atmosfera de Venus. Després d'arribar al planeta al desembre del 2010, la sonda no va aconseguir situar-se en l'òrbita de Venus, per la qual cosa es planificà un segon intent d'inserció orbital per al desembre del 2015, que resultà reeixit, i començà la missió a mitjan maig del 2016.
La JAXA perdé el contacte amb la sonda a finals d'abril de 2024.
Al costat de la sonda Akatsuki, la JAXA ha llançat una vela solar anomenada IKAROS, que no porta càrrega científica i que té per objectiu comprovar diferents tècniques i tecnologies d'aquest tipus d'enginys, i una sonda universitària, UNITEC-1, amb destinació ambdues al planeta Venus. El 8 de desembre del 2010, IKAROS passà a 80.000 km de Venus. Es calcula que UNITEC-1 passà prop de Venus al desembre del 2010.

#### Vols de la sondaParker Solar

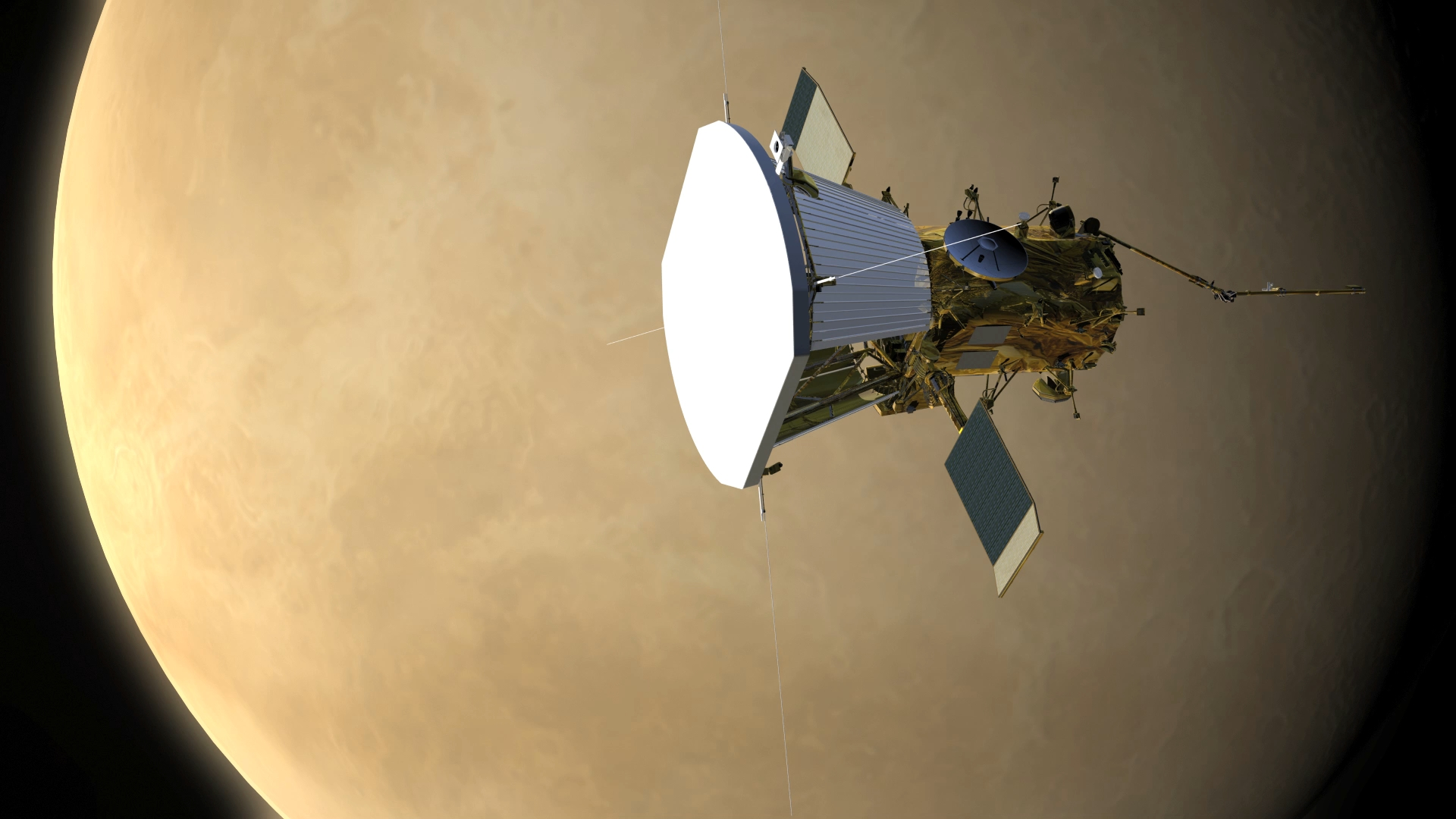
Representació artística de la Parker Solar Probe sobrevolant Venus

La sonda Parker Solar ha realitzat set sobrevols de Venus, en les dates següents: 3 d'octubre de 2018, 26 de desembre de 2019, 11 de juliol de 2020, 20 de febrer de 2021, 16 d'octubre de 2021, 21 d'agost de 2023 i 6 de novembre de 2024. La sonda Parker Solar fa observacions del Sol i el vent solar, i aquestes trobades amb Venus permeten a la sonda realitzar assistències gravitatòries i viatjar més prop del Sol.

#### Vols de la sondaBepi Colombo
La sonda BepiColombo va sobrevolar Venus dues vegades en el seu camí a Mercuri, la primera vegada el 15 d'octubre de 2020 i la segona el 10 d'agost de 2021. Durant el seu segon vol de Venus, BepiColombo es va aproximar a 552 km de la seva superfície. Mentre BepiColombo s'aproximava a Venus abans del segon sobrevol del planeta, es van encendre dues càmeres de seguiment i set instruments científics. Johannes Benkhoff, científic del projecte, creu que l'instrument MERTIS (sigles de "Mercury Radiometer and Thermal Infrared Spectrometer") de BepiColombo possiblement podria haver detectar fosfina, però va declarar: "nosaltres no sabem si el nostre instrument era suficientment sensible".

## Missions actuals
Al començament de 2025, no hi ha cap missió en funcionament a Venus.

## Missions futures

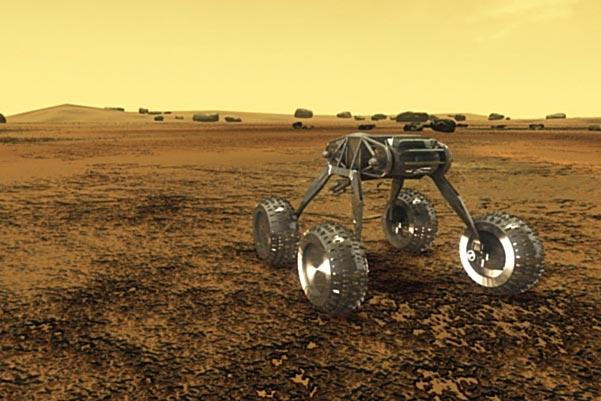
Impressió artística d'un astromòbil sobre la superfície de Venus

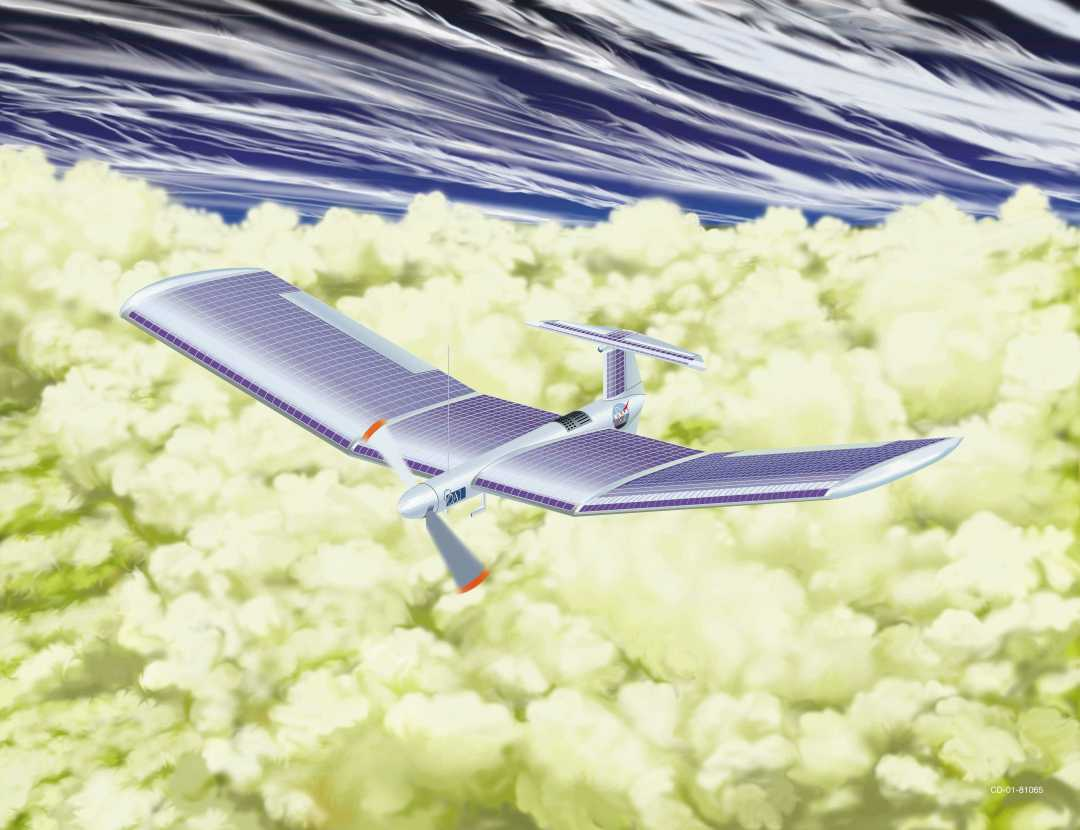
Concepte d'aeroplà sobre Venus

La propera missió prevista és la d'un fabricant aeroespacial estatunidenc anomenat Rocket Lab, que al llarg de 2026 espera llançar la primera missió privada a Venus en col·laboració amb l'Institut de Tecnologia de Massachusetts. La nau espacial, anomenada Venus Life Finder, enviarà una sonda atmosfèrica lleugera cap a l'atmosfera de Venus a la recerca de signes de vida.
Per la seva part, l'Agència de l'Espai de la India ISRO està desenvolupant la missió Shukrayaan-1, que consisteix en un orbitador i una sonda atmosfèrica amb un globus aerostàtic que està encara en fase de desenvolupament. El 2017 es va planejar llançar la missió al desembre de 2024, però més endavant es va aprovar enviar-la el 29 de març de 2028.
El 6 d'octubre de 2021, els Emirats Àrabs Units van anunciar la seva intenció d'enviar una sonda a Venus el 2028. La sonda podria fer observacions del planeta, fent també ús d'una assistència gravitatòria per impulsar-lo cap al cinturó d'asteroides.
Rússia té previst enviar a Venus la missió Venera-D, que té com a propòsit principal fer un mapa de la superfície de Venus fent ús d'un radar poderós. La missió podria incloure també una sonda de descens capaç de suportar una missió de llarga durada sobre la seva superfície. Després de posposar la missió diverses vegades, actualment està previst el seu llançament el 2031.
El juny de 2021, la NASA va anunciar la selecció de dues noves naus espacials amb destinació a Venus, totes dues formant part del Programa Discovery: VERITAS i DAVINCI. VERITAS, un orbitador, té com a objectiu fer un mapa de la superfície de Venus en alta resolució, mentre que DAVINCI enviarà un orbitador que farà un mapa de Venus en múltiples longituds d'ona i una sonda de descens que estudiarà la química de l'atmosfera venusiana mentre pren fotografies del descens. Seran llançades no abans del 2031.
El juny de 2021, poc després de l'anunci de la NASA, l'ESA va anunciar que enviaria un orbitador a Venus EnVision com a part del seu programa Cosmic Vision. Es preveu que EnVision faci un mapa de radar d'alta resolució i estudis atmosfèrics de Venus no abans de 2031.

## Tipologia de les sondes a Venus
| Sobrevols - Venera 1 - Zond 1 - Venera 2 - Venera 3 - Venera 4 - Mariner 5 - Venera 5 - Venera 6 - Venera 7 - Venera 8 - Mariner 10 - Vega 1 - Vega 2 - Galileo - Cassini-Huygens - Messenger - IKAROS - UNITEC-1 | Sondes orbitals - Venera 9 - Venera 10 - Pioneer Venus - Venera 11 - Venera 12 - Venera 13 - Venera 14 - Venera 15 - Venera 16 - Magallanes - Venus Express - Akatsuki | Sondes de superfície - Zond 1 - Venera 3 - Venera 4 - Venera 5 - Venera 6 - Venera 7 - Venera 8 - Venera 9 - Venera 10 - Pioneer Venus - Venera 11 - Venera 12 - Venera 13 - Venera 14 - Vega 1 - Vega 2 |